# Вьеска
Вьеска (исп. Viesca) — малый город в Мексике, штат Коауила, входит в состав одноимённого муниципалитета и является его административным центром. Численность населения, по данным переписи 2020 года, составила 3522 человека.

## Общие сведения
Название Viesca дано в честь первого губернатора Коауилы Хосе Мария Вьески.
Поселение было основано 24 июля 1731 года под названием Сан-Хосе-и-Сантьяго-дель-Аламо для проживания индейцев тлашкальтеков.
21 сентября 1830 года поселение было переименовано в Хосе-де-Вьеска-и-Бустаманте и получило статус вилья, а с 1834 года в названии осталось только Вьеска.

## Фотографии

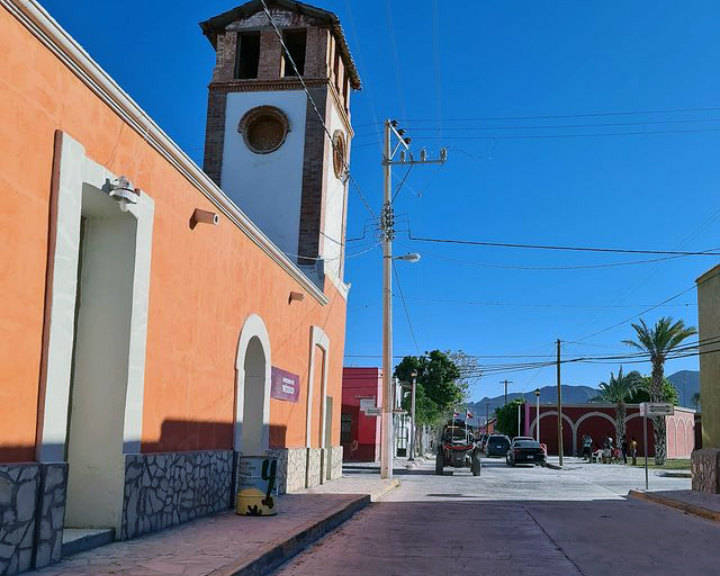
Городская улица
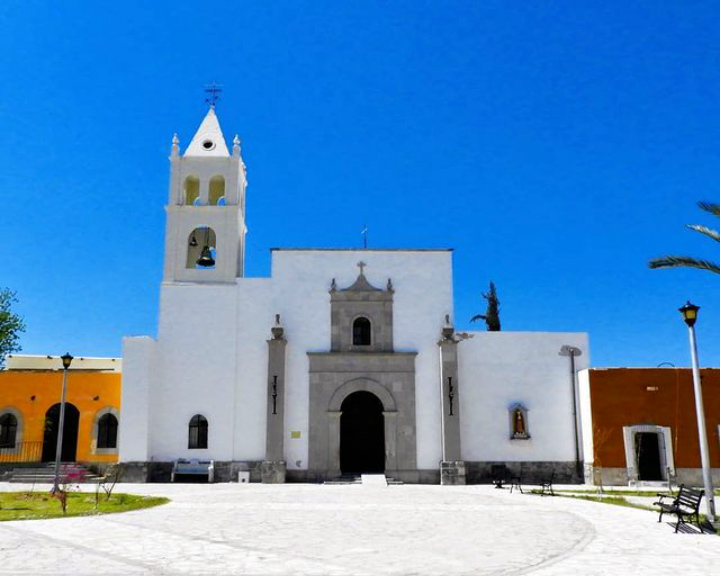
Церковь Апостола Иакова